# گاوه (نهبندان)
گاوه یک روستا در ایران است که در شهرستان نهبندان استان خراسان جنوبی واقع شده‌است. گاوه ۲۸ نفر جمعیت دارد.

## جمعیت
این روستا در دهستان میغان قرار دارد و براساس سرشماری مرکز آمار ایران در سال ۱۳۸۵، جمعیت آن ۲۸ نفر (۸ خانوار) بوده‌است.